# Pan Gawen i Zielony Rycerz

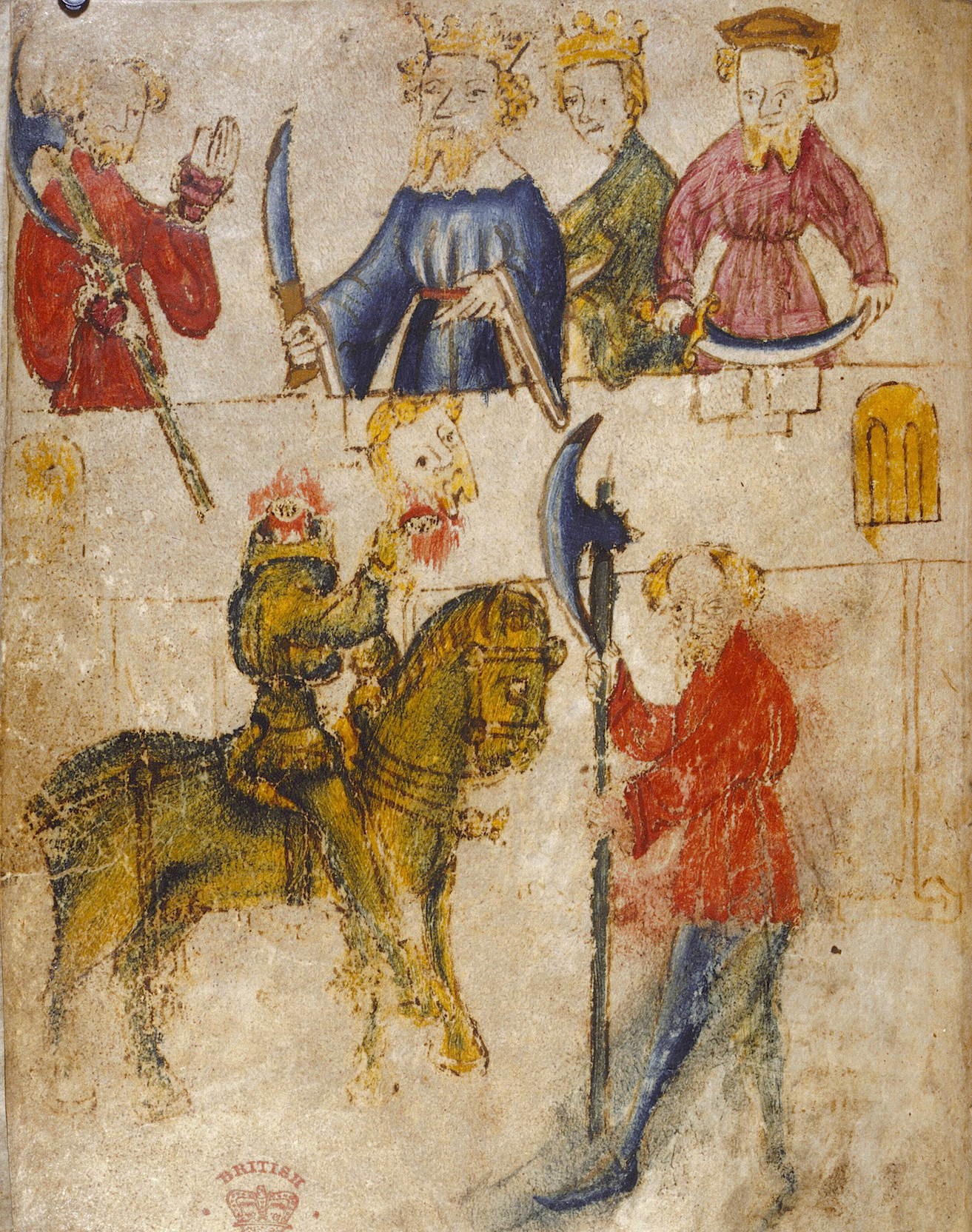
Pan Gawen i Zielony Rycerz – oryginalny manuskrypt, artysta nieznany

Pan Gawen i Zielony Rycerz (ang. Sir Gawain and the Green Knight) – tytuł średniowiecznego poematu przynależącego gatunkowo do angielskich romansów. Utwór datowany jest na XIV wiek, a znany jest z manuskryptu “Cotton Nero A.x” zawierającego oprócz tego poematu jeszcze trzy inne: Perłę (Pearl), Czystość (Cleanness) i Cierpliwość (Patience). Autor jest nieznany, ale przyjmuje się tezę, że wszystkie cztery utwory znajdujące się w manuskrypcie zostały napisane przez tego samego artystę.
Utwór napisany jest archaiczną, angielską formą wiersza wywodzącą się ze starożytności, nazywaną dzisiaj poezją aliteracyjną, której odrodzenie przypadło na XIV wiek.
Utwór pozostaje w kręgu legendy arturiańskiej, opisuje niezwykłą przygodę siostrzeńca króla Artura, rycerza Gawena, który, zostawszy wystawionym na ciężką próbę, potrafił wyjść z niej zwycięsko.

## Treść
Utwór składa się z czterech części.
W pierwszej z nich autor zaskakuje czytelnika baśniowością opisywanego zdarzenia. Na dworze króla Artura podczas uczty z okazji Nowego Roku pojawił się niespodziewany gość – Zielony Rycerz. Cała jego postać była odziana w zieleń, nawet jego koń był tego koloru. Niesamowitość tej postaci wprawiła w zdumienie rycerzy, żaden z nich też nie ośmielił się odpowiedzieć na wyzwanie rzucone przez przybyłego. Zielony Rycerz, słysząc o potędze rycerstwa króla Artura, chciał na własne oczy przekonać się, czy rzeczywiście są oni aż tak waleczni. Zaproponował im grę w “ścinanie głów”, podczas której śmiałek miał odrąbać głowę Zielonemu Rycerzowi, a po roku nadstawić własną szyję, by ten mógł odwzajemnić cios. Król Artur podjął wyzwanie, ratując tym samym od hańby swój dwór. Jednak jeden z jego rycerzy – tytułowy Pan Gawen – postanowił zastąpić króla, gdyż nie godzi się, aby sam władca walczył, gdy otacza go wielu zacnych rycerzy. Gawen odciął głowę Zielonemu Rycerzowi, ale ten nie zginął, tylko podniósł głowę z ziemi i rozkazał odnaleźć siebie za rok przy Zielonej Kaplicy.

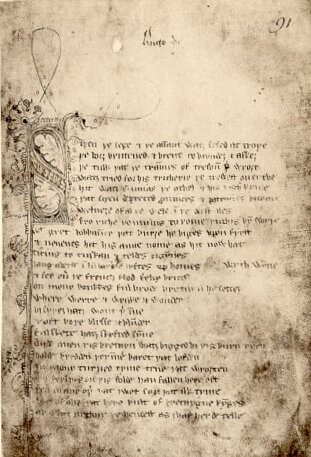
Pan Gawen i Zielony Rycerz – oryginalny manuskrypt

W drugiej części poematu Gawen rozpoczął poszukiwanie Zielonego Rycerza, albowiem czas szybko minął i zbliżał się Nowy Rok, a razem z nim termin spotkania. Podczas podróży stoczył wiele walk, których autor już nie opisuje, a także wykazał się wielką pobożnością. W okolicy Bożego Narodzenia Gawen natrafił na warowny zamek i został przyjęty tam w gościnę. Pan zamku, Bertilak de Hautdesert, okazał się wzorem dobrego gospodarza, Gawenowi niczego nie brakowało, otaczał go dostatek i radość. Po świętach Gawen postanowił wyruszyć w dalszą drogę, gdyż zostało mu mało czasu na odnalezienie Zielonej Kaplicy. Podczas rozmowy z gospodarzem okazało się, że kaplica znajduje się dwie mile od zamku i w poranek Nowego Roku Gawen może wyruszyć tam wraz z giermkiem, który wskaże mu drogę. Do tego czasu pan zamku miał jeździć na polowania, a Gawen zająć się odpoczynkiem i spędzaniem czasu w towarzystwie pięknej żony gospodarza. Obydwaj rycerze zawarli umowę zobowiązującą każdego z nich do zwrotu drugiemu tego, co zdobędzie podczas rozstania.
Część trzecia zawiera opis polowań gospodarza, a także sceny, podczas których Gawen był kuszony przez żonę gospodarza (wyjątkowo piękną kobietę), która usłyszawszy z jak wielkiego dworu przybył rycerz, spodziewała się po nim, że nie stroni od miłości dworskiej. Przez trzy kolejne poranki Gawen jednak nie uchybił cnocie, opierając się pani domu, a jedyną rzeczą, którą miał do oddania gospodarzowi, były pocałunki (w pierwszy wieczór jeden, w drugi dwa, w trzeci trzy). Gawen pilnował się również, żeby twardym słowem nie urazić gospodyni, gdyż byłoby to sprzeczne z dworskością, jaką każdy rycerz powinien się cechować. Podczas ostatniego poranka spędzonego w towarzystwie pięknej pani, Gawen przyjął od niej w darze zielony pas, który miał uchronić przed każdym uderzeniem. Rycerz, lękając się mimo wszystko śmiercionośnego ciosu topora, zatrzymał pas i nie oddał go wbrew umowie gospodarzowi.
W części czwartej Gawen udał się na spotkanie z Zielonym Rycerzem, który zgodnie z umową znajdował się obok Zielonej Kaplicy. Gdy rycerz zamachnął się toporem na odsłoniętą szyję Gawena, ten zadrżał, a Zielony Rycerz zobaczywszy to wstrzymał cios. Za drugim razem Gawen ani drgnął, postanawiając nie okazać już więcej strachu, ale znów nie otrzymał uderzenia, gdyż rycerz dopiero sprawdzał, czy rzeczywiście nie ulęknie się śmierci. Za trzecim razem cios padł, ale przeciął jedynie wierzchnią warstwę skóry, nie wyrządzając żadnej krzywdy. Tutaj też następuje wyjaśnienie czynów Zielonego Rycerza, który okazuje się być Bertilakiem, panem zamku, w którym gościł Gawen. Jego dwa pierwsze nieszkodliwe ciosy odpowiadały uczciwemu postępowaniu Gawena w stosunku do żony Bertilaka, a także dotrzymywaniu umowy odnośnie do zwrotu tego, co dostał w dwa pierwsze dni. Cios krzywdzący był za to, że nie oddał pasa, podarowanego przez gospodynię, licząc, że ten uratuje mu życie. Gawen więc tylko w jednym przypadku uchybił wierności, wtedy gdy chodziło o jego własne życie. Bertilak wyjawił, że chciał wystawić na próbę dwór króla Artura, a pomogła mu w tym wróżka Morgana, zamieniając go w Zielonego Rycerza. W końcu jednak dzięki prawemu postępowaniu Gawena rycerstwo króla Artura nie zostaje zhańbione. Gawen wrócił na dwór, mając jednak w sercu żal, że zachował w tajemnicy pas, łamiąc tym samym dane słowo. Po powrocie wszyscy zgodnie uznali, że w żaden sposób nie splamił on honoru rycerza, a pas stał się orderem przyznawanym członkom bractwa Okrągłego Stołu. Na tym kończy się historia Gawena i Zielonego Rycerza.

## Problematyka moralna poematu
Autor poprzez swój poemat przekazuje treści moralne, ideał rycerski dopasowuje tak, aby nabrał on cech chrześcijańskich, czyny rycerzy są piękne i warto je podziwiać, ponieważ płyną z łaski Boga. W utworze podkreślona jest również pobożność głównego bohatera. Rycerz próbuje dążyć do ideału, ale na drodze do niego musi zwalczać ograniczenia, jakie powstają w wyniku jego człowieczeństwa. Autor potępił również miłość cudzołożną, która stanowiła istotny element pierwotnej koncepcji miłości dworskiej. W poemacie chwali autor natomiast lojalność, towarzyskość, umiejętność konwersacji, gościnność. Główny bohater jako kwiat rycerstwa okazuje swoją wzgardę dla cudzołóstwa, a także dla wszelkiego grzechu, staje się tym samym wzorcem postępowania dla innych. Postać Gawena ukazana jest w rzeczywistości, w której pojawiają się elementy baśniowe i magiczne, jednak sama jego osoba wydaje się autentyczna i przemawia do czytelnika, szczególnie prawdziwość postaci podkreśla historia z pasem, który wziął, aby ocalić swoje życie. Główny bohater dokonuje również wyboru między wyznawanymi wartościami, aby pozostać lojalnym i prawym, porzuca dworskość. Woli zranić odmową żonę gospodarza, niż stracić honor, przyjmując jej propozycję. Gawen otoczony misterną siecią intrygi wyszedł z całej przygody mimo wszystko zwycięsko, tym samym przekazując myśl autora, że warto wyznawać chrześcijański etos dworski.

## Tarcza Gawena
Na tarczy Gawena opisanej w utworze znajduje się pentagram zawierający pięć punktów, które tworzą nieskończony węzeł. Pentagram ten symbolizuje prawość rycerza, który był bez wad pod względem pięciu zmysłów, pięcioma palcami dzielnie walczył, który wierzył w pięć Ran Chrystusa i praktykował pięć cnót – szczodrość i gościnność, a także czystość i rycerskość, a przede wszystkim pobożność. Pentagram w poemacie wiązany też jest z pięcioma Tajemnicami Radosnymi, a na wewnętrznej stronie tarczy widnieje wizerunek Królowej Niebios.

## Polskie wydanie
W 1997 roku utwór ukazał się w Polsce, pt., Pan Gawen i Zielony Rycerz; Perła; Król Orfeo, przekładu dokonał Andrzej Wicher, opierając się na tłumaczeniu J.R.R. Tolkiena.